# 6368 Річардменендес
6368 Річардменендес (6368 Richardmenendez, 1983 RM3, 1988 AM1, A905 CH) — астероїд головного поясу, відкритий 1 вересня 1983 року.
Тіссеранів параметр щодо Юпітера — 3,622.